# Podgórze

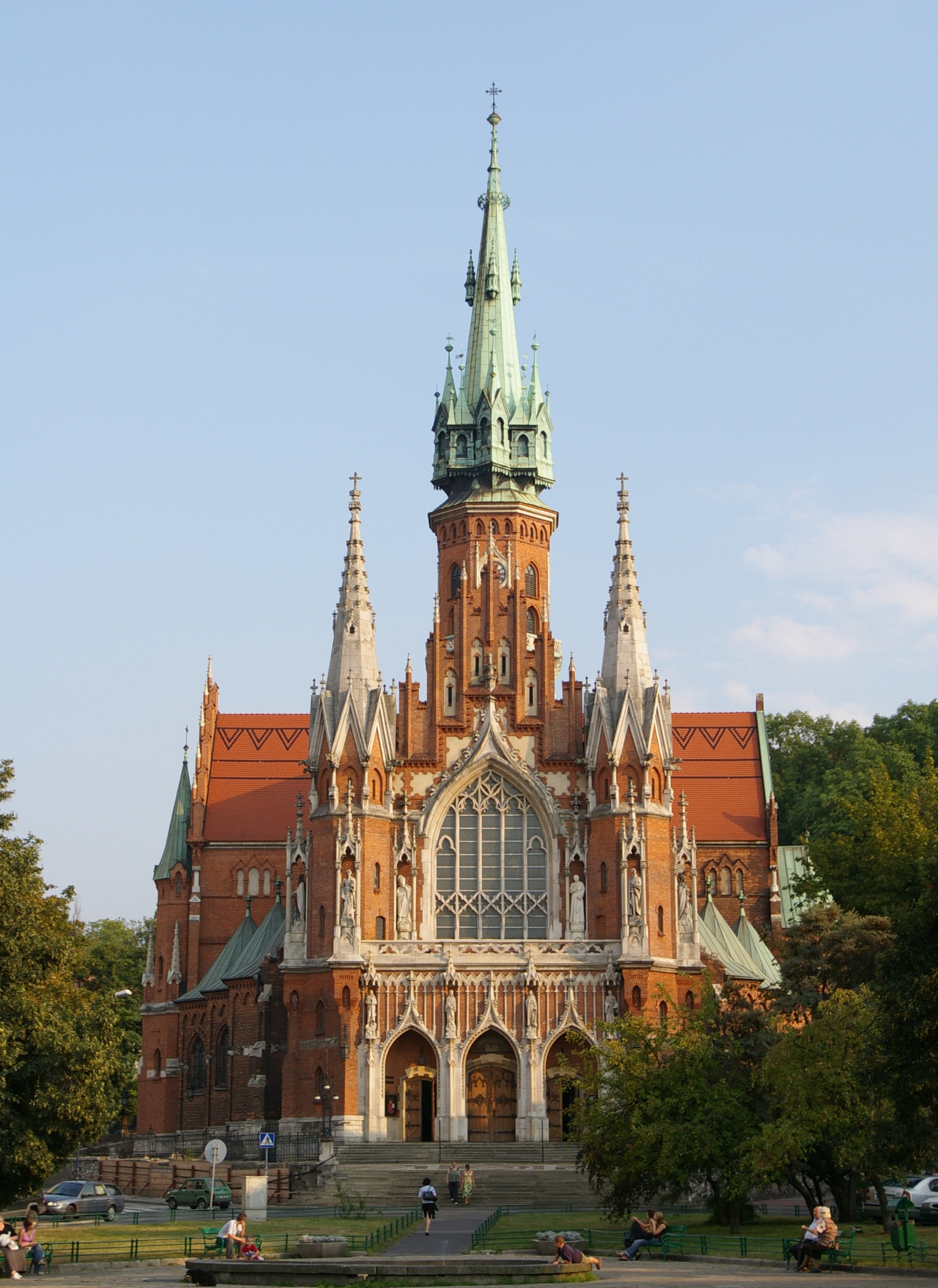
L'església Sant Josep de Podgorze

Podgórze era un poble abans de convertir-se en un barri i després un districte de Cracòvia. Està situat a l'altre marge del Vístula que travessa la ciutat de Cracòvia.
En el territori de Podgórze, s'eleva el túmul de Krakus, que segons la llegenda, guardaria el cos del rei Krakus que va fundar la ciutat de Cracòvia.

## Història
En la Primera partició de Polònia l'any 1772, el caseriu de Podgórze es converteix en una vila de guarnició per a les forces austríaques apostades en els límits territorials al llarg del Vístula i davant de la ciutat de Cracòvia. Però després de quatre anys de protestes poloneses, els austríacs van abandonar el lloc.
L'any 1784, l'emperador romà germànic Josep II del Sacre Imperi Romanogermànic concedeix l'estatut de ciutat a la petita ciutat de Podgórze.
El 1795 Podgórze i la ciutat veïna de Wieliczka van poder associar-se al desenvolupament urbà de la ciutat de Cracòvia.
Des de la Tercera partició de Polònia l'any 1795 fins a l'any 1918, la ciutat (amb la Petita Polònia) forma part de la monarquia austríaca (Imperi Austríac), després Imperi Austrohongarès (Cisleitània després del compromís de 1867), capital del districte del mateix nom des de 1896, i un dels 78 (l'any 1900) Bezirkshauptmannschaften (powiats) de la província (Kronland) de Galítsia.
El primer pont que salva el Vístula per connectar Podgórze amb Cracòvia es va construir l'any 1802. Aquesta obra d'art es va anomenar Pont de Carles (Karls Brücke) en l'honor de Carles Lluís Josep Maria d'Àustria.